# Aleksandra Żukowska
Aleksandra Maria Żukowska (ur. 25 grudnia 2003) – polska koszykarka występująca na pozycjach rzucającej lub niskiej skrzydłowej, obecnie zawodniczka Enea AZS Politechniki Poznań.

## Osiągnięcia
Stan na 3 maja 2024, na podstawie, o ile nie zaznaczono inaczej.

### Drużynowe

#### Młodzieżowe
- Mistrzyni Polski juniorek starszych (2022)[2][3]
- Brązowa medalistka mistrzostw Polski kadetek (2019)[4]

### Indywidualne
- Liderka w średniej pkt.(23,5) na mecz w finale MP U19 (2021)
- Zaliczona do I składu mistrzostw Polski kadetek (2019)[5]

### Reprezentacja
- Uczestniczka:
  - mistrzostw Europy U–20 (2022 – 7. miejsce)[6]
  - FIBA U18 Women's European Challengers (2021)
  - FIBA U17 Women's World Cup 2020 v-ce mistrzostwo